# Dobi Géza
Dobi Géza (Gúta, 1937. március 26. - 2011. április 9.) zeneszerző, hegedűművész, zenepedagógus.

## Élete
Alapiskolai tanulmányait Csehországban végezte, majd a pilseni konzervatórium pedagógiai karán tanult. 1967-ben a pozsonyi Zeneművészeti Egyetemen hegedűművészi diplomát szerzett. 1959-2009 között, nyugdíjba vonulásáig a komáromi zeneiskola hegedűtanára, illetve 1977-1991 között igazgatója.
Szlovákiai magyar költők (gyermek)verseit zenésítette meg, valamint írt saját gyűjtésű népdalfeldolgozásokat, az Ifjú Szivek Dal- és Táncegyüttes számára komponált zenedarabokat, továbbá a komáromi Magyar Területi Színháznak és a kassai Thália Színpadnak írt színpadi zenéket és hangszeres műveket. A Komáromi Kamaratrióval 16 miniatűrt adott ki. Alapítója volt a Dobi kvartettnek.

## Elismerései
- 2002 Komárom Polgármesteri díj
- 2007 Pro Urbe Komárom[3]

## Művei
- 1970 Franz Lehár 1870-1970 (tsz. Ginzery Árpád, Kajtár József)
- 1983 Fűben tücsök muzsikál (csehszlovákiai magyar költők megzenésített versei, 1983)[4]
- 1999 Szélhívogató (csehszlovákiai magyar költők megzenésített versei, 1999)
- 2001 Martosi népdalok (2001)
- 2001 Mikor engem besoroztak (katonanóták, 2001)
- 2003 Magyar zeneszerzők lexikona tanulók számára (2003).
- 2004 A szlovákiai zenei élet magyar és magyar származású képviselői